# Юстиция
 Тази статия е за римската богиня.  За рода растения вижте Юстиция (растение).  
Юстиция (на латински: Iustitia) е римска богиня на справедливостта и правосъдието.
Юстиция е привнесен от римляните събирателен образ на древногръцките богини Дике (на правото, справедливостта и истината) и Темида (на правосъдието).
Според легендата баща на Юстиция е Юпитер, а според някои митове Сатурн. Римляните описват и изобразяват Юстиция като почтена жена със завързани очи, която в лявата си ръка държи меч, а в дясната – везните на Темида. Везните символизират отмерването на истинността на твърденията на двете страни за намиране на вината; завързаните очи са израз на убеждението, че справедливостта е безпристрастна; мечът е символ на авторитет и показва, че възмездието може да настъпи бързо и окончателно.

- Юстиция – статуя от Рудолф Мейсън в Мюнхен
- Юстиция – барелеф